# Solemont
Solemont ist eine französische Gemeinde mit 133 Einwohnern (Stand: 1. Januar 2022) im Département Doubs in der Region Bourgogne-Franche-Comté.

## Geographie
Solemont liegt auf 520 m, sieben Kilometer südwestlich von Pont-de-Roide-Vermondans und etwa 20 Kilometer südsüdwestlich der Stadt Montbéliard (Luftlinie). Das Dorf erstreckt sich im Jura, am Südfuß der Lomontkette, auf einem Plateau über dem Tal der Barbèche.
Die Fläche des 8,09 km² großen Gemeindegebiets umfasst einen Abschnitt des französischen Juras. Der Hauptteil des Gebietes wird vom Plateau von Solemont eingenommen, das durchschnittlich auf 520 m liegt. Diese Fläche ist überwiegend von Acker- und Wiesland bestanden. Sie wird im Westen vom Dorfbach Bief de Veau, im Süden und Osten vom schluchtartig eingeschnittenen Tal der Barbèche (linker Zufluss des Doubs) begrenzt. Die steilen Talhänge sind an verschiedenen Orten von Felsbändern durchzogen. Nach Norden erstreckt sich das Gemeindeareal über einen relativ steilen, bewaldeten Hang, der durch den Erosionskessel des Dorfbachs untergliedert wird, bis auf den Höhenrücken der Lomontkette im Bereich des Mont Solemont. Dieser Kamm bildet in geologisch-tektonischer Hinsicht eine Antiklinale des Faltenjuras und ist in West-Ost-Richtung orientiert. Auf dem Mont Solemont wird mit 831 m die höchste Erhebung von Solemont erreicht.
Nachbargemeinden von Solemont sind Dambelin, Rémondans-Vaivre und Neuchâtel-Urtière im Norden, Feule im Osten, Les Terres-de-Chaux und Péseux im Süden sowie Valonne im Westen.

## Geschichte
Im Mittelalter gehörte Solemont zum Herrschaftsgebiet von Châtillons-sous-Maîche. Zusammen mit der Franche-Comté gelangte das Dorf mit dem Frieden von Nimwegen 1678 an Frankreich.

## Sehenswürdigkeiten

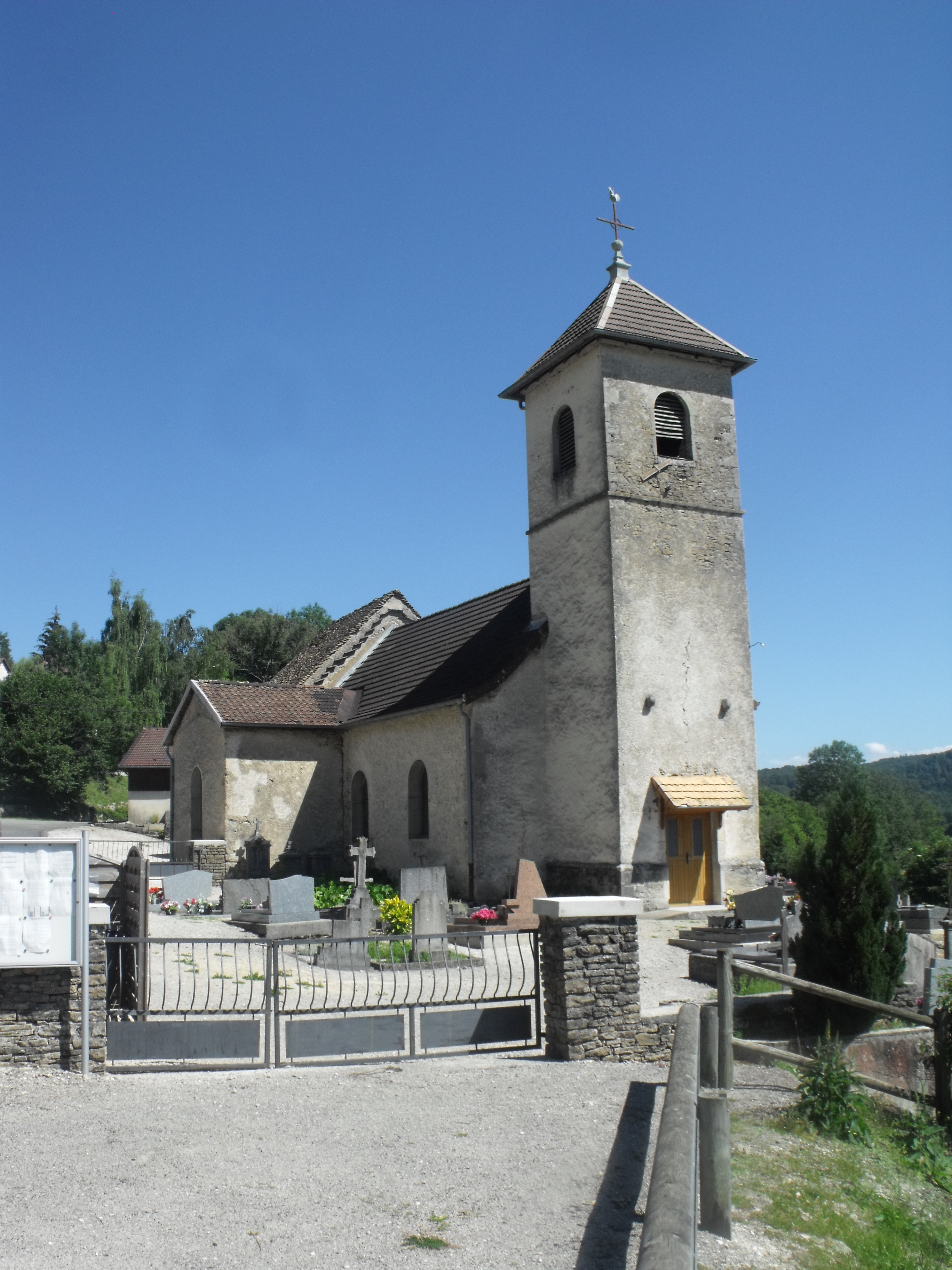
Kirche Saint-Michel

Die Dorfkirche Saint-Michel wurde 1717 erbaut; der Chorraum und die Sakristei stammen von 1822.

## Bevölkerung
| Jahr                       | 1962 | 1968 | 1975 | 1982 | 1990 | 1999 | 2008 | 2018 |
| Einwohner                  | 116  | 99   | 68   | 178  | 207  | 185  | 140  | 142  |
| Quellen: Cassini und INSEE |      |      |      |      |      |      |      |      |

Mit 133 Einwohnern (Stand 1. Januar 2022) gehört Solemont zu den kleinen Gemeinden des Départements Doubs. Nachdem die Einwohnerzahl in der ersten Hälfte des 20. Jahrhunderts stets im Bereich zwischen 110 und 140 Personen gelegen hatte, wurde nach einer vorübergehenden Abnahme seit Mitte der 1970er Jahre wieder ein deutliches Bevölkerungswachstum verzeichnet.

## Wirtschaft und Infrastruktur
Solemont war bis weit ins 20. Jahrhundert hinein ein vorwiegend durch die Landwirtschaft (Ackerbau, Obstbau und Viehzucht) geprägtes Dorf. Die Wasserkraft des Bief de Veau wurde schon früh für den Betrieb einer Mühle genutzt. Daneben gibt es heute einige Betriebe des lokalen Kleingewerbes. Viele Erwerbstätige sind auch Wegpendler, die in den größeren Ortschaften der Umgebung ihrer Arbeit nachgehen.
Die Ortschaft liegt abseits der größeren Durchgangsstraßen. Die Hauptzufahrt erfolgt von der Departementsstraße, die von Noirefontaine durch das Tal der Barbèche nach Sancey-le-Grand führt. Eine weitere Straßenverbindung besteht mit Feule.